# Aleuropteryx wawrikae
Aleuropteryx wawrikae är en insektsart som beskrevs av Walter Rausch och H. Aspöck 1978. Aleuropteryx wawrikae ingår i släktet Aleuropteryx och familjen vaxsländor. Inga underarter finns listade i Catalogue of Life.